# روانی ۴: آغاز
روانی ۴: آغاز (به انگلیسی: Psycho IV: The Beginning) فیلمی در ژانر ترسناک تلویزیونی محصول سال ۱۹۹۰ و به کارگردانی میک گریس است. در این فیلم بازیگرانی همچون آنتونی پرکینز، هنری توماس، الیویا هاسی، سی.سی.اچ. پاوندر، وارن فراست و جان لندیس ایفای نقش کرده‌اند.
این فیلم دنباله فیلم‌های روانی، روانی ۲ و روانی ۳ است.